# Locoal-Mendon
Locoal-Mendon é uma comuna francesa na região administrativa da Bretanha, no departamento Morbihan. Estende-se por uma área de 40 km². Em 2010 a comuna tinha 3 501 habitantes (densidade: 87,5 hab./km²).